# アンドリュー・ルーミス
アンドリュー・ルーミス（ウィリアム・アンドリュー・ルーミス　William Andrew Loomis、1892年 - 1959年）は、アメリカ合衆国のイラストレーター。
ニューヨークで生まれたが、彼のイラストレーターとしての仕事のほとんどはシカゴで行われたものである。現在彼は写実主義の画家達へ影響を与え続けている一連の美術参考書によって最も良く覚えられている。これらの参考書は、w:Walter Foster社が出した本の中で一部抜粋されているのを除けば、2004年に全て絶版しているにもかかわらず、である。
アンドリュー・ルーミスによって発行された全著書の著作権を保有するルーミス一族は、再三の要求にもかかわらず、ここ最近彼の著作を増刷する事にいかなる意思表示も示していないとされていたが、2011年5月より順次復刻が開始されている。

## 著書
- 「Fun With a Pencil」 (1939) ※日本語題「やさしい人物イラスト」
- 「Figure Drawing For All It’s Worth」(1943) ※日本語題「やさしい人物画」
- 「Creative Illustration」 (1947) ※日本語題「クリエイティブ・イラストレーション」
- 「Successful Drawing」 (1951) （改訂版のタイトルは「Three Dimensional Drawing」）※日本語題「初めてのイラスト教室」
- 「Drawing The Head And Hands」(1956) ※日本語題「やさしい顔と手の描き方」
- 「The Eye Of The Painter」 (1961)

アンドリュー・ルーミスによって書かれた全著書は、あらゆる局面においてアートの分野における初心者に役立つ。
彼は解剖学、動き、バランス、表現、テクニックの問題を提示し、そしてもちろん、すべての芸術家の仕事における創造性の重要性も非常に強調している。

## 関連書籍
- 「Drawing the Head (How to Draw and Paint)」（1998）
- 「Figures in Action (How to Draw and Paint Series)」（1988）

Walter Foster社から出版されている「How to Draw and Paintシリーズ」の中の上記2冊に部分的に収録されている。
2011年までアメリカで出版中の書籍はこの2冊のみであり、著書にある6冊は全て絶版となっていたが、
2011年5月ごろより復刻開始され現在では入手可能となっている。

## トリビア
中でも有名な漫画家のアレックス・ロスは特に彼の画風にルーミスの影響を用いている。
影響を受けた作家のもう1人はアーティストのスティーブ・ルードで、彼は漫画「Nexus」の中で自作のキャラクターの1人に「ルーミス司令官」と名付けた。ルーミス司令官がNexusによって処刑されたとき、彼の娘達「ルーミス姉妹」は復讐を誓った。
ルーミスの収集家には、Walter Foster社の範囲と教育的価値が限定された抜粋本を考慮する人もいる。
それは全体的にはルーミス本のどれかを読むためには最もいいと考えられている。
しかし、絶版本のデジタルバージョンは様々なWebサイトで見つけることができる。